# Hongfang
Hongfang (kinesiska: 红坊) är en köping i sydöstra Kina. Den ligger i stadsdistriktet Xinluo i staden Longyan i provinsen Fujian, i den sydöstra delen av landet, omkring 260 kilometer sydväst om provinshuvudstaden Fuzhou. Antalet invånare är 23 851. Befolkningen består av 11 291 kvinnor och 12 560 män. Barn under 15 år utgör 12,0 %, vuxna 15-64 år 76 %, och äldre över 65 år 11,0 %.